# 云州 (贞观)
云州，唐朝时设置的州。

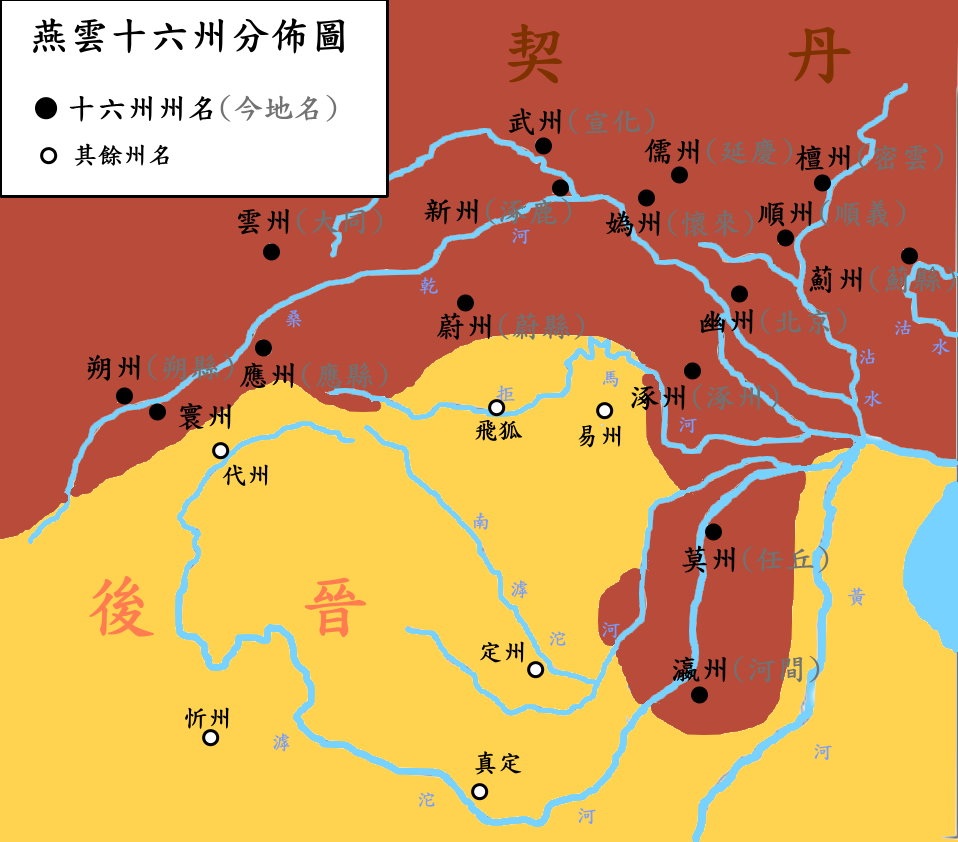
燕雲十六州·云州

武德四年（621年）置北恒州，七年（624年）废。贞观十四年（640年），将今山西大同市的恒州和今内蒙古和林格尔县的云州合并为云州，自朔州北定襄城徙治定襄县。永淳元年（682年），默啜为民患，移民朔州。开元十八年（730年）重置云州。天宝元年（742年），改云中郡。乾元元年（758年），再改为云州。土贡：犛牛尾、雕羽。户三千一百六十九，口七千九百三十。仅领一县：云中县，有云中、楼烦二守捉；城东有牛皮关。云中县，中。本马邑郡云内之恒安镇。武德六年置北恒州，七年废。贞观十四年复置，曰定襄县。永淳元年废。开元十八年复置，更名。有阴山道、青坡道，皆出兵路。
乾符三年（876年），大同军节度使李国昌子李克用为云中守捉使，杀防御使，占据云州。唐僖宗赦免了李克用，以李国昌为大同军防御使，不受命。广明元年（880年），李琢攻李国昌，李国昌兵败，与李克用奔北地。黄巢入京师，唐僖宗下诏发代北军，寻赦李国昌，使讨贼。李克用率三万五千骑而南，收京师，功第一，李国昌封陇西郡王。李国昌逝世后，李克用取云州。既而所向失利，乃卑词厚礼，与辽太祖耶律阿保机会于云州之东城，谋大举兵攻后梁，不果。李克用子李存勗灭后梁，是为后唐庄宗。同光三年（925年），复以云州为大同军节度使。后晋高祖取代后唐后，以契丹有援立功，割燕云十六州，契丹建西京大同府。
| 唐朝云州辖县 | 唐朝云州辖县                   |
| ------------ | ------------------------------ |
| 640年        | 定襄县                         |
| 682年        | 被突厥占据                     |
| 730年        | 重设，下辖云中县               |
| 907年        | 云中县（新设浑源县，改属应州） |

## 历代长官
唐朝云州刺史
- 匹娄武彻（贞观年间）
- 昝敬本（唐高宗前期）
- 窦怀哲（680年）
- 刘绍策（唐高宗时）
- 王忠嗣（741年之前）
- 云中郡太守
- 马旴（建中初年）
- 彭某（建中、贞元年间）
- 高岳（贞元年间）
- 吴卓（811年—813年）
- 独孤密（元和年间）
- 高荣朝（元和末年）
- 支竦（开成末年）
- 张献节（842年）
- 卢简方（864年）
- 李国昌（869年）
- 李国昌（872年，称病未任）
- 卢简方（872年）
- 支谟（876年）
- 段文楚（876年—878年）
- 卢简方（878年）
- 李国昌（878年，未任）
- 李克用（878年）
- 李国昌（878年—880年）
- 赫连铎（880年—891年）
- 石善友（891年）
- 王晖（891年）
- 薛志勤（891年—894年）
- 李克宁（894年）
- 刘再立（903年）
- 王邺（天祐初年）
- 孙瑛

后唐云州刺史
- 贺德伦（915年）
- 李存璋（916－922年）
- 安元信（924－925年）
- 高行珪（926－927年）
- 张敬询（927－929年）
- 杨汉章（929－930年）
- 张敬达（930－933年）
- 张温（933－935年）
- 安重霸（935年）
- 沙彦珣（935－936年）

辽朝云州刺史
- 耶律孔阿（938年？—944年）
- 崔廷勋（944年—947年）
- 许从赟（947年—？）
- 高勋（956年）？
- 耶律阿剌（960年）
- 赵延靖（辽穆宗时）
- 耶律观音（保宁年间）
- 耶律善补（979年—？）
- 刘延构（？—985年）
- 耶律化哥（985年—986年、1013年—？）
- 刘景（986年—988年）
- 耶律抹只（988年—996年）
- 李翊（1000年—？）
- 邢抱质（1012年—1013年）
- 韩德凝（1021年—1024年）
- 张俭（1025年—1026年）
- 张筠（1037年）